# Alexandre Hannotiau

Alexandre Hannotiau, né à Bruxelles le 16 mars 1862 et mort à Molenbeek-Saint-Jean le 10 décembre 1901, est un peintre belge de genre et de sujets historiques, il est également aquarelliste, illustrateur et lithographe.

## Biographie

### Famille et formation
Alexandre Auguste Napoléon Joseph Hannotiau, né à Bruxelles, rue du Grand canal no 28, le 16 mars 1862, est le fils de Théophile Napoléon Joseph Hannotiau (1828), docteur en médecine et de Prudence Devisscher (1838), mariés à Molenbeek-Saint-Jean le 20 septembre 1860. Son grand-père maternel et ses fils dirigent une entreprise de travaux publics active à Bruxelles dans d'ambitieux projets : Gare du Nord, Gare du Midi, de même que plusieurs ministères.
Alexandre Hannotiau débute par la pratique de l'architecture, car sa famille ne souhaitait pas qu'il devienne peintre, mais qu'il poursuive la même carrière d'entrepreneur que celles de son grand-père et de ses oncles. Il devient donc dessinateur chez ses oncles, puis en 1884 chez l'architecte Auguste Schoy chargé des travaux de restauration de l'Église Notre-Dame du Sablon de Bruxelles.
Cette activité ne correspondant pas à son idéal, Alexandre Hannotiau devient élève en dessin à l'Académie royale des beaux-arts de Bruxelles. Ami de la famille, le peintre Louis Artan de Saint-Martin, de même que Antoine Van Hammée, conseillent au jeune étudiant de s'orienter vers la peinture.

### Carrière
Admis, en 1884, en qualité de membre du cercle L'Essor, il expose son premier tableau intitulé La Vesprée, représentant un exode d'ouvriers sous la pluie. En 1888, il travaille avec ardeur et expose ses premières inspirations brugeoises. En 1892, il est l'un des membres fondateurs du cercle Pour l'Art, et professeur à l’École de dessin et des Arts décoratifs de Molenbeek-Saint-Jean,. Reconnu par les pouvoirs publics, le gouvernement lui confie la reproduction des fresques du XVIe siècle de Jan Mabuse et Jacopo de' Barbari au musée du cinquantenaire.
Alexandre Hannotiau meurt, célibataire, d'une méningite, à l'âge de 39 ans, à Molenbeek-Saint-Jean, en son domicile, où il résidait avec sa mère, chaussée de Ninove no 124, le 10 décembre 1901. Ses funérailles ont lieu, trois jours plus tard, en présence de nombreux artistes dont la plupart des membres du cercle Pour l'art et des autorités communales, en l'église Sainte-Barbe de Molenbeek-Saint-Jean, commune où il est inhumé.

## Œuvres

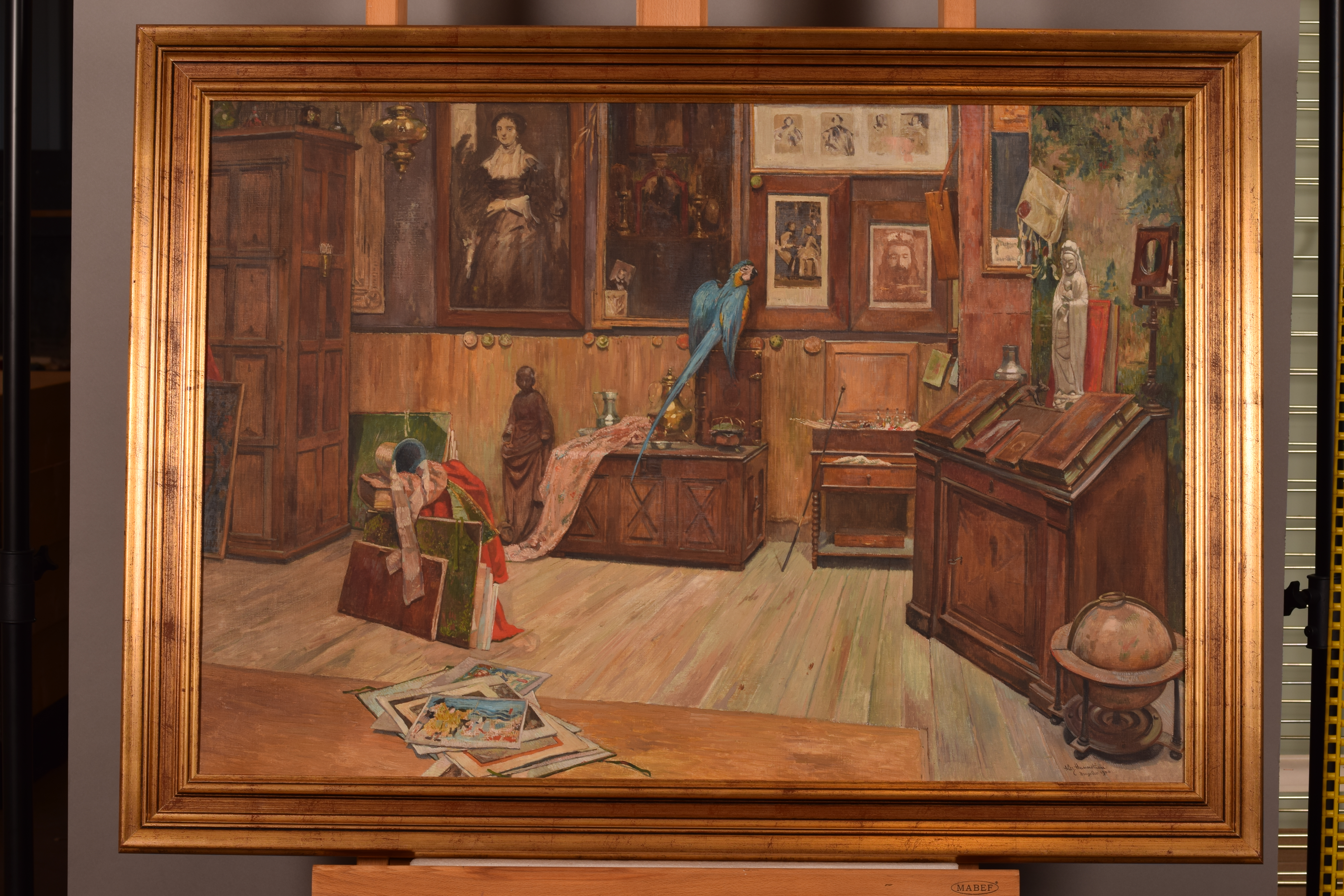
L'Ara (1900), Collection d'art de la Communauté flamande (inventaire no 1243).

### Inspiration et style
Son inspiration principale demeure dans l'univers de la ville de Bruges, son mystère, sa religiosité et son recueillement, mais il réalise également des projets de peintures murales pour le Hof van Busleyden à Malines et la Collégiale Saint-Pierre de Louvain. Ses peintures reflètent l'architecte et le lithographe qu'est Alexandre Hannotiau. Il a longtemps hésité à se mesurer à la couleur, mais réussit progressivement à devenir un peintre dominant le dessinateur. Parmi ses dessins et ses pastels, certains sont de premier ordre et d'une individualité vraiment distinguée. Il possède, lorsqu'il réalise ses compositions les plus intimes comme Le Banc des vieilles ou Les Suppliantes, sa note toute personnelle. Parmi ses peintures, la série des vues de villes, de vieux logis et des cours désertes offre les spécimens les plus complets de son art,.

### Expositions
- 1884 : La Vesprée[2].
- Salon de L'Essor de 1890 : Le Calvaire, Le Déclin du jour, Les Prières du soir[8].
- Salon de L'Essor de 1891 : À la ferme des Sept-Tours[9].
- Exposition au musée des beaux-arts de Bruxelles (Anvers - Bruxelles) de 1892 : Le Refuge des affligés[10].
- Salon de Pour l'Art de 1892 : Étable, Vesprée flamande, La Chambre du carillonneur (dessin)[11].
- Salon de Bruxelles de 1893 : Le Refuge des affligés et Tour de Notre-Dame[12].
- Salon de Pour l'Art de 1894 : deux projets de fresques, dont Le Chapitre de la Toison d'Or à Bruges, plusieurs toiles et dessins[13].
- Exposition des beaux-arts d'Ostende de 1894 : Reprise, des pastels brugeois et des dessins probes et stricts[14].
- Salon de Pour l'Art de 1895 : lithographies de Bruges la morte et Le Minnewater à Bruges[15]
- Salon de Gand de 1895 : La Promenade le long du Minnewater à Bruges (aquarelle) et Le Logis de messire Bladelin à Bruges (pastel)[16].
- Salon de Pour l'Art de 1896 : Dessin de fresque de Philippe le Bon ouvrant la foire de Bruges.
- Salon de Pour l'Art de 1897 : Le Vieux clos des arbalétriers, Le Chanoine, Le Long des remparts, Le Vieux logis, Le Refuge des vieilles, Le Jour des Rois, Les Apprêts de la fête et Jellie[17].
- Salon de Pour l'Art de 1898 : Vieil hospice, Enterrement d'une béguine et Vieille demeure[18].
- Salon du Cercle artistique et littéraire de Bruxelles de 1898 : Le Long des remparts, Vieille demeure rue des Chartreux, Le Chanoine et La Renaissance (dessin)[19].
- Exposition des beaux-arts de Charleroi de 1898 : La Cour du logis de Bladelin à Bruges[20].
- Salon de Pour l'Art de 1899 : La Couture[21].
- Salon de Pour l'Art de 1900 : Soir du Vendredi Saint[22].
- Salon du Cercle artistique et littéraire de Bruxelles de 1900 : La Vesprée, Les Preneurs de mésanges et Le Banc des vieilles[23].
- Salon de Bruxelles de 1900 : Le Soir du vendredi saint à Bruges (pastel), Dans la vieille ville et Le Logis mort[24].
- Salon de Pour l'Art de 1901 : La Fête des Rois, La Vieille toilette et L'Intrus[25].
- Salon d'Anvers de 1901[26].
- Salon de Bruxelles de 1903 (posthume) : La Vieille demeure, La Reprise et Le Sonneur (pastel)[27].

### Collections muséales
- Vieil hospice (1897), conservé depuis 1902 aux Musées royaux des beaux-arts de Belgique[2].

### Illustrations

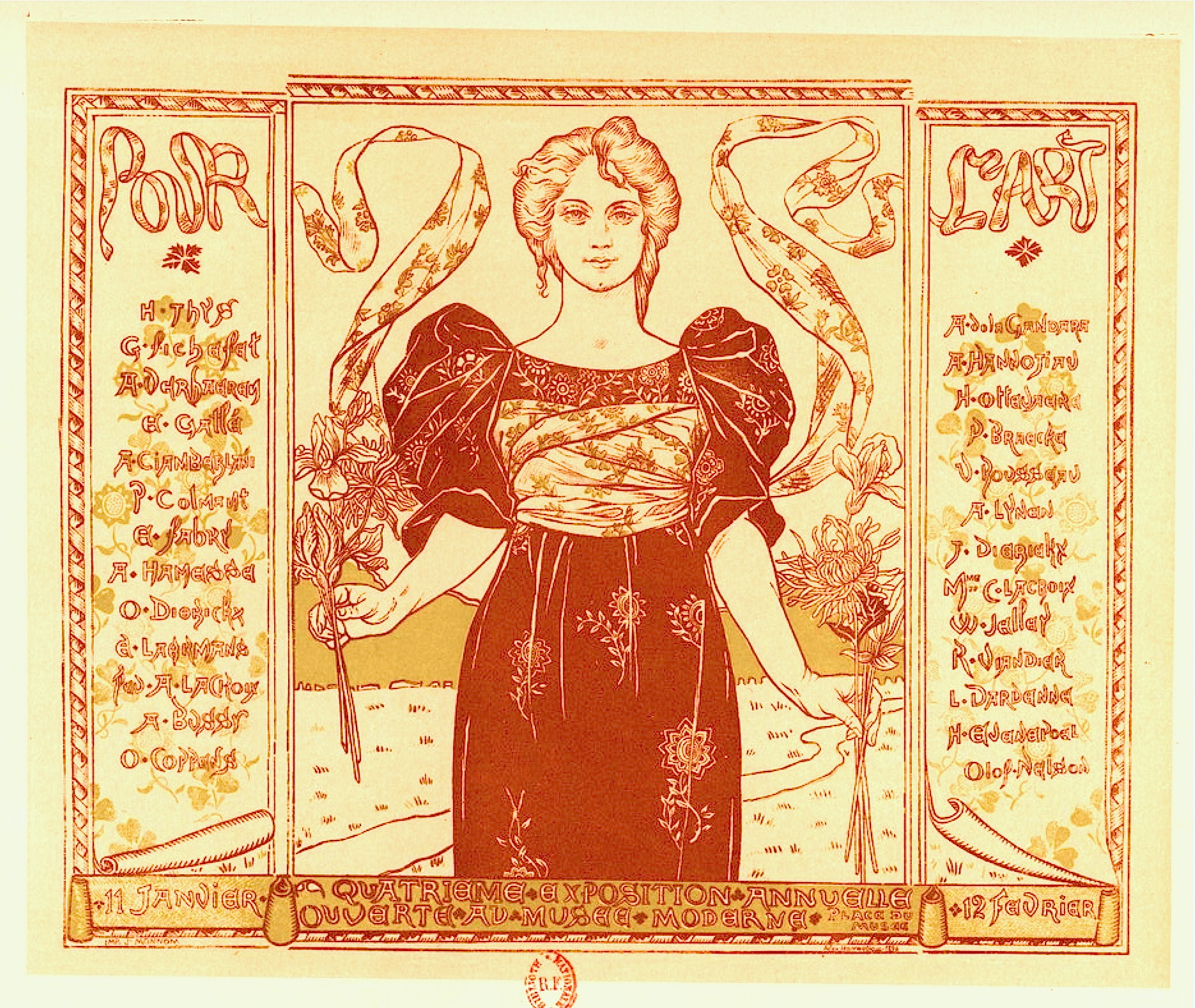
Affiche de l'exposition de Pour l'Art, 1895.

Alexandre Hannotiau est un illustrateur d'affiches, notamment lors des expositions du cercle Pour l'Art en 1895. Il illustre Les Fleurs du mal, le recueil de poèmes de Baudelaire. Il croque à la plume et au crayon lithographique de vieux châteaux Promenade aux environs de Bruxelles. En 1894, il publie les lithographies d'un album de vues de Bruges, intitulé Villes mortes qu'Émile Verhaeren a préfacé,.

### Héraldique
Alexandre Hannotiau dessine également des œuvres à caractère héraldique, notamment pour le musée des arts décoratifs, auquel, en 1899, il livre une série de douze blasons représentant des personnages du Moyen Âge.

### Réception critique
En juin 1890, lorsque Alexandre Hannotiau expose au cercle artistique L'Essor, la critique du Journal de Bruxelles écrit : 

« Nous trouvons des qualités dans Le Déclin du jour de M. Hannotiau, au fond se dentèle une ville gothique où s'érigent des toits pointus, des clochers, des tourelles ; les maisons découpent leurs pignons scalariés, les ponts alignent leurs files d'arches ogivales sur des eaux mélancoliques. Et, au premier plan, rêve une femme symbolique, dont le visage pensif rappelle les peintures des primitifs florentins. Il règne dans ce fusain un vrai silence religieux, et cette impression se retrouve, à des degrés divers, dans les toiles du jeune peintre, notamment dans Les Prières du soir. »

En janvier 1897, lorsque Alexandre Hannotiau expose au cercle artistique Pour l'Art, la critique de L'Indépendance belge écrit : 

« M. Hannotiau nous ramène dans la cité bénie des peintres et des poètes dans Bruges, d'où il a rapporté des impressions personnelles et colorées. [―] L'œuvre la plus séduisante de forme et de couleur que nous ayons remarquée dans cet intéressant envoi est un souvenir de Zélande, une fraîche et jolie figure de jeune fille à bonnet de dentelles rehaussé de spirales d'or, qui regarde à travers les petits carreaux de sa fenêtre les barques de pêche amarrées dans le port, et comme titre, un nom seulement Jellie, d'une euphonie caressante. »

## Distinction et hommages
Il meurt la veille de sa nomination comme chevalier de l'ordre de Léopold.
Une exposition posthume lui rend hommage le 17 mars 1902 au Cercle artistique et littéraire de Bruxelles  et présente 54 œuvres.